# Biskupi Humaitá
Biskupi Humaitá – biskupi diecezjalni prefektury terytorialnej, a od 1979 diecezji Humaitá.

## Biskupi

### Biskupi diecezjalni
| Lata urzędowania | Biskup | Biskup                          | Uwagi                                                                                       |
| ---------------- | ------ | ------------------------------- | ------------------------------------------------------------------------------------------- |
|                  |        | José Domitrovitsch SDB          | prefekt Humaitá w latach 1961–1962                                                          |
| 1979–1991        |        | Miguel d'Aversa SDB             | prefekt Humaitá w latach 1962–1979, następnie biskup diecezjalny Humaitá                    |
| 1991–1998        |        | José Jovêncio Balestieri SDB    | następnie koadiutor Rio do Sul w latach 1998–2000, późniejszy biskup diecezjalny Rio do Sul |
| 2000–2020        |        | Franz Josef Meinrad Merkel CSSp |                                                                                             |
| od 2020          |        | Antônio Fontinele de Melo       |                                                                                             |